# Grumman Ag Cat
Grumman Ag Cat — сельскохозяйственный маленький двухместный биплан, разработанный Grumman Corporation. Второе его название — Grumman G-164. Это однодвигательный сельскохозяйственный самолёт. Первый полёт этот самолёт совершил 27 мая 1957 г. Серийное производство этого самолёта было начато с 1959 г. компанией Schweizer Aircraft, которая до 1979 года построила 1730 таких самолётов.

## Модификации
Выпускались следующие модели:
- Ag Cat
- Super Ag Cat A/450
- Super Ag Cat A/600
- Super Ag Cat B/450
- Super Ag Cat B/525
- Super Ag Cat C/600
- Turbo Ag Cat D/T
- Turbo Ag Cat D/ST
- Turbo Ag Cat D/SST
- Ag Cat B-Plus/600
- Ag Cat B-Plus/450
- Marsh G-164 C-T Turbo Cat
- Mid-Continent King Cat
- Twin Cat[3]
- Ethiopian Airlines Eshet